# Torymus sapporoensis
Torymus sapporoensis är en stekelart som beskrevs av William Harris Ashmead 1904. Torymus sapporoensis ingår i släktet Torymus och familjen gallglanssteklar. Inga underarter finns listade i Catalogue of Life.